# Eredivisie (mannenhandbal) 2022/23
De eredivisie 2022/23 is de hoogste afdeling van het Nederlandse handbal bij de heren op landelijk niveau. Er nemen zestien teams deel aan de competitie.
Op 6 maart 2022 maakte GHV uit Goirle bekent om zich terug te trekken uit de eredivisie. Dit kwam onder meer door een te kleine en krappe selectie die uit elkaar viel. Ook de aanvoer van de jeugd niet gezond was om het eerste team van GHV bij te vullen. Hierdoor heeft GHV besloten om uit de eredivisie te stappen. Provinciegenoot PSV Handbal uit Eindhoven nam de plaats van GHV in.

## Opzet
- De nummer één van de eredivisie speelt in een Best of Two-serie tegen de nummer zes van de HandbalNL league voor promotie/degradatie naar de HandbalNL League en BENE-League.
- Tweede teams die al een eerste team in de BENE-League hebben zijn van promotie naar een hogere competitie uitgesloten. Deze teams wordt vervangen door het eerstvolgende team in de eindrangschikking van de eredivisie.
- De nummers één tot te met zes van de eredivisie zijn rechtstreeks geplaatst voor de achtste finales van de landelijke bekercompetitie voor het seizoen daarop.
- De nummer zestien degradeert rechtstreeks naar de eerste divisie, Indien een vereniging met een team dat uitkomt in de eredivisie geëindigd is op plaats twee tot te met vijftien, een tweede team heeft dat uitkomt in de eerste divisie, kan het team van betrokken vereniging niet in aanmerking komen voor promotie naar de eredivisie.

## Teams
| Ploeg                         | Plaats                | Provincie     | Trainer(s)                                       | Hal                  |
| ----------------------------- | --------------------- | ------------- | ------------------------------------------------ | -------------------- |
| Green Park Handbal Aalsmeer 2 | Aalsmeer              | Noord-Holland | Celine Michielsen                                | De Bloemhof          |
| Herpertz Bevo HC 2            | Panningen             | Limburg       | Sven Hemmes                                      | De Heuf              |
| BFC                           | Beek                  | Limburg       | Jo Smeets                                        | De Haamen            |
| DFS Arnhem/UDI 1896           | Arnhem                | Gelderland    | Pascal Lucassen                                  | Rijkerswoerd         |
| Dynamico                      | Oss                   | Noord-Brabant | Damir Josipovic                                  | Rusheuvel            |
| Oosting E&O/Hurry-Up          | Emmen                 | Drenthe       | Harry Weerman                                    | Oosting Arena        |
| EHC                           | Leidschendam-Voorburg | Zuid-Holland  | Hedi Boumnijel                                   | European Sports Dome |
| Feyenoord Handbal             | Rotterdam             | Zuid-Holland  | Remco Peters Mohsen Daghrir ontslagen april 2023 | Wielewaal            |
| Havas                         | Almere                | Flevoland     | Sicco Timmerman                                  | Stedenwijk           |
| IMTO Benelux/Hellas           | Den Haag              | Zuid-Holland  | Joris Witjens                                    | Hellashal            |
| The Dome/Handbal Houten       | Houten                | Utrecht       | Vladan Mijalković                                | The Dome             |
| PSV Handbal                   | Eindhoven             | Noord-Brabant | Saji Al Mahamed                                  | De Vijfkamp          |
| HV Quintus                    | Kwintsheul            | Zuid-Holland  | ,,Ruben Schelbert                                | Eekhout Hal          |
| AutoCrew de Groot/Volendam 2  | Volendam              | Noord-Holland | Serge Ter Horst                                  | Opperdam             |
| Vrone/Berdos                  | Sint Pancras - Bergen | Noord-Holland | Dion Ferdinandus                                 | De Oostwal           |
| B&B Healthcare/WHC-Hercules   | Den Haag              | Zuid-Holland  | Wesley Hage                                      | Loosduinen Boswijk   |

## Stand
| Pos | Club                          | Wed | W  | G | V  | Ptn | DV   | DT   | +/−  | Opmerking                         |
| --- | ----------------------------- | --- | -- | - | -- | --- | ---- | ---- | ---- | --------------------------------- |
| 1   | The Dome/Handbal Houten       | 30  | 26 | 1 | 3  | 53  | 1096 | 809  | 287  | Geplaatst voor Best of Two        |
| 2   | IMTO Benelux/Hellas           | 30  | 24 | 1 | 5  | 49  | 977  | 784  | 193  |                                   |
| 3   | HV Quintus                    | 30  | 22 | 5 | 3  | 49  | 1028 | 844  | 184  |                                   |
| 4   | BFC                           | 30  | 22 | 1 | 7  | 45  | 1004 | 853  | 151  |                                   |
| 5   | Green Park Handbal Aalsmeer 2 | 30  | 20 | 0 | 10 | 40  | 973  | 894  | 79   |                                   |
| 6   | Oosting E&O/Hurry-Up          | 30  | 17 | 3 | 10 | 37  | 962  | 908  | 54   |                                   |
| 7   | DFS Arnhem/UDI 1896           | 30  | 15 | 2 | 13 | 32  | 939  | 924  | 15   |                                   |
| 8   | B&B Healthcare/WHC-Hercules   | 30  | 13 | 3 | 14 | 29  | 900  | 892  | 8    |                                   |
| 9   | AutoCrew de Groot/Volendam 2  | 30  | 11 | 2 | 17 | 24  | 845  | 936  | -91  |                                   |
| 10  | Vrone/Berdos                  | 30  | 11 | 1 | 18 | 23  | 969  | 1050 | -81  |                                   |
| 11  | Feyenoord Handbal             | 30  | 9  | 3 | 18 | 21  | 842  | 940  | -98  |                                   |
| 12  | Herpertz Bevo HC 2            | 30  | 10 | 0 | 20 | 20  | 882  | 1009 | -127 |                                   |
| 13  | EHC                           | 30  | 7  | 4 | 19 | 18  | 891  | 1022 | -131 |                                   |
| 14  | Dynamico                      | 30  | 7  | 4 | 19 | 18  | 825  | 964  | -139 |                                   |
| 15  | PSV Handbal                   | 30  | 5  | 2 | 23 | 12  | 865  | 1001 | -136 |                                   |
| 16  | Havas                         | 30  | 4  | 2 | 24 | 10  | 861  | 1029 | -168 | Degradatie naar de eerste divisie |

Bron: NHV Uitslagen-standen
- [5] Uitgesloten voor evt. promotie naar de BENE-League.

## Uitslagen
|                               | AAL     | BEV     | BFC     | D&U     | DYN     | E&H     | EHC     | FEY     | HAV     | HEL     | HOU     | PSV     | QUI     | VOL     | V&B     | W&H     |
| ----------------------------- | ------- | ------- | ------- | ------- | ------- | ------- | ------- | ------- | ------- | ------- | ------- | ------- | ------- | ------- | ------- | ------- |
| Green Park Handbal Aalsmeer 2 |         | 30 – 23 | 29 – 39 | 36 – 39 | 40 – 33 | 30 – 24 | 39 – 22 | 32 – 29 | 39 – 20 | 28 – 26 | 27 – 31 | 44 – 26 | 21 – 23 | 33 – 24 | 36 – 35 | 32 – 27 |
| Herpertz Bevo HC 2            | 34 – 35 |         | 31 – 36 | 29 – 28 | 32 – 37 | 26 – 25 | 36 – 28 | 29 – 35 | 43 – 29 | 22 – 35 | 27 – 48 | 29 – 26 | 38 – 46 | 24 – 21 | 37 – 38 | 37 – 26 |
| BFC                           | 29 – 24 | 32 – 29 |         | 30 – 24 | 34 – 22 | 37 – 32 | 41 – 27 | 37 – 23 | 44 – 31 | 33 – 28 | 30 – 36 | 34 – 28 | 28 – 32 | 33 – 22 | 32 – 29 | 28 – 31 |
| DFS Arnhem/UDI 1896           | 28 – 32 | 30 – 36 | 27 – 29 |         | 34 – 37 | 32 – 29 | 41 – 26 | 26 – 23 | 32 – 30 | 31 – 30 | 25 – 45 | 32 – 32 | 24 – 39 | 39 – 29 | 34 – 37 | 29 – 25 |
| Dynamico                      | 21 – 25 | 36 – 28 | 24 – 37 | 29 – 39 |         | 24 – 25 | 31 – 27 | 19 – 29 | 30 – 26 | 19 – 34 | 21 – 30 | 35 – 37 | 33 – 33 | 26 – 25 | 33 – 33 | 25 – 23 |
| Oosting E&O/Hurry-Up          | 28 – 39 | 35 – 26 | 37 – 32 | 26 – 25 | 33 – 18 |         | 35 – 32 | 38 – 32 | 30 – 27 | 34 – 35 | 26 – 34 | 35 – 25 | 35 – 35 | 29 – 23 | 41 – 31 | 38 – 35 |
| EHC                           | 40 – 36 | 30 – 33 | 36 – 36 | 29 – 24 | 35 – 27 | 30 – 38 |         | 37 – 37 | 29 – 31 | 19 – 30 | 32 – 33 | 36 – 32 | 29 – 36 | 32 – 21 | 31 – 35 | 30 – 30 |
| Feyenoord Handbal             | 30 – 26 | 27 – 26 | 26 – 41 | 28 – 34 | 32 – 28 | 27 – 43 | 32 – 31 |         | 29 – 29 | 19 – 25 | 30 – 35 | 31 – 33 | 23 – 30 | 29 – 32 | 30 – 29 | 20 – 33 |
| Havas                         | 29 – 33 | 34 – 26 | 27 – 37 | 26 – 35 | 33 – 22 | 25 – 30 | 27 – 30 | 29 – 29 |         | 29 – 33 | 29 – 39 | 33 – 40 | 26 – 32 | 35 – 40 | 34 – 39 | 26 – 36 |
| IMTO Benelux/Hellas           | 32 – 35 | 37 – 22 | 33 - 32 | 35 – 22 | 36 – 32 | 28 – 25 | 40 – 23 | 33 – 21 | 37 – 24 |         | 31 – 24 | 33 – 25 | 30 – 30 | 29 – 17 | 46 – 23 | 28 – 19 |
| The Dome/Handbal Houten       | 32 – 33 | 37 – 20 | 31 – 28 | 33 – 35 | 41 – 23 | 40 – 28 | 41 – 27 | 39 – 22 | 42 – 28 | 34 – 23 |         | 31 – 30 | 30 – 30 | 46 – 19 | 45 – 29 | 41 – 24 |
| PSV Handbal                   | 33 – 42 | 24 – 29 | 26 – 33 | 30 – 36 | 26 – 26 | 26 – 33 | 32 – 26 | 21 – 27 | 34 – 28 | 32 – 41 | 24 – 40 |         | 24 – 35 | 28 – 30 | 25 – 33 | 30 – 31 |
| HV Quintus                    | 31 – 24 | 36 – 31 | 32 – 28 | 36 – 36 | 32 – 23 | 40 – 25 | 49 – 23 | 34 – 26 | 46 – 28 | 25 – 28 | 26 – 35 | 41 – 30 |         | 38 – 27 | 33 – 26 | 32 – 26 |
| AutoCrew de Groot/Volendam 2  | 32 – 31 | 43 – 27 | 24 – 27 | 30 – 29 | 33 - 33 | 33 – 33 | 31 – 27 | 22 – 37 | 41 – 29 | 26 – 27 | 24 – 30 | 21 – 22 | 26 – 34 |         | 39 – 25 | 37 – 36 |
| Vrone/Berdos                  | 31 – 32 | 38 – 35 | 26 – 37 | 28 – 38 | 36 – 28 | 33 – 34 | 40 – 32 | 34 – 28 | 34 – 27 | 34 – 41 | 24 – 40 | 40 – 35 | 30 – 38 | 39 – 40 |         | 28 – 31 |
| B&B Healthcare/WHC-Hercules   | 33 – 30 | 47 – 26 | 26 – 30 | 20 – 31 | 36 – 25 | 28 – 28 | 32 – 32 | 33 – 31 | 27 – 32 | 23 – 33 | 29 – 33 | 33 – 31 | 31 – 24 | 29 – 13 | 38 – 32 |         |

Bron: NHV Uitslagen-standen

## Best of Two
| 3 juni 2023 19:00 | The Dome/Handbal Houten | 32 – 22 | RED-RAG/Tachos | The Dome, Houten Scheidsrechters: Thijssen, van Laarhoven |
| 3 juni 2023 19:00 | (15-10)                 |         |                | The Dome, Houten Scheidsrechters: Thijssen, van Laarhoven |
| 3 juni 2023 19:00 |                         |         |                | The Dome, Houten Scheidsrechters: Thijssen, van Laarhoven |

| 10 juni 2023 19:00 | RED-RAG/Tachos | 25 – 28 | The Dome/Handbal Houten | De Slagen, Waalwijk Scheidsrechters: Radsma, Vriend |
| 10 juni 2023 19:00 | (15-15)        |         |                         | De Slagen, Waalwijk Scheidsrechters: Radsma, Vriend |
| 10 juni 2023 19:00 |                |         |                         | De Slagen, Waalwijk Scheidsrechters: Radsma, Vriend |